# 三拨子乡
三拨子乡，是中华人民共和国河北省秦皇岛市青龙满族自治县下辖的一个乡镇级行政单位。

## 行政区划
三拨子乡下辖以下地区：
三拨子村、蛮子地村、六拨子村、七拨子村、西沟村、采桑峪村、六柱坪村、四拨子村、二拨子村、韩杖子村和胡杖子村。